# Kristina Teachout
Kristina Teachout, född 13 september 2005, är en amerikansk taekwondoutövare.

## Karriär
I november 2022 tävlade Teachout i 67 kg-klassen vid VM i Guadalajara. Hon besegrade australiska Sofia Typou i den första omgången men blev sedan utslagen av ivorianska Ruth Gbagbi i sextondelsfinalen.
I maj 2023 tävlade Teachout i 67 kg-klassen vid VM i Baku. Hon besegrade polska Justyna Kowalkowska och azeriska Farida Azizova men blev sedan utslagen av norska Mari Nilsen i åttondelsfinalen. I oktober 2023 tog Teachout brons i 67 kg-klassen vid panamerikanska spelen i Santiago.
Vid olympiska sommarspelen 2024 i Paris tävlade Teachout i 67 kg-klassen, där hon besegrade franska Magda Wiet-Hénin i åttondelsfinalen innan det blev förlust mot ungerska Viviana Márton i kvartsfinalen. I återkvalet besegrade Teachout ivorianska Ruth Gbagbi och sedan även kinesiska Song Jie i bronsmatchen.